# 악몽짱
《악몽짱》(일본어: 悪夢ちゃん)은 2012년 10월 13일부터 12월 22일까지 닛폰 TV 계열의 토요드라마 테두리(매주 토요일 21:00 ~ 21:54〈JST〉)로 방송된 일본의 텔레비전 드라마이다.
예지몽을 소재로 한 SF 학원 판타지 작품. 온다 리쿠의 소설 《몽위》를 원안으로 하고 있다.

## 개요
주연 키타가와 케이코는 2011년 1월기의 《LADY~최후의 범죄 프로파일링~》(TBS계) 이래의 연속 드라마 주연이 되어, 닛폰 TV 계열의 연속 드라마는 첫 출연, 첫 주연이 된다. 또 공동 출연하는 GACKT는 재경 키국 제작으로의 연속 드라마에는 첫 고정 출연이 된다.
캐치프레이즈는, 〈당신의 꿈을 보지 않으면 좋으련만.〉.

## 출연

### 주요 인물
무토이 아야미 (28) - 키타가와 케이코
묘에 초등학교 5학년 2반 담임. 통칭 〈아야미 선생님〉.
코토 유이코 (11) - 키무라 마나츠
묘에 초등학교 5학년 2반의 전입생.
코토 반노스케 (60) - 코히나타 후미요
테이토 공과 대학 인간 과학 연구소 꿈 연구 분실 교수. 유이코의 할아버지.
히라시마 코토하 (28) - 유카
묘에 초등학교 양호 교사.
시키 타카시 (35) - GACKT
꿈 연구 분실 준교수.
야마사토 미네키 (28) - 와다 마사토
테이토 공과 대학 대학원생.

### 묘에 초등학교

#### 교직원
무기야마 유이치 (34) - 오카다 케이스케 (마스다오카다)
5학년 1반 담임.
카이바라 사토코 (42) - 하마다 마리
5학년 3반 담임.
이나모토 카츠유키 (25) - 카와무라 요스케
3학년 1반 담임.
나카고미 신야 (49) - 아난 켄지
교감.
아마사와 타츠코 (51) - 키무라 미도리코
교장.

#### 5학년 2반→6학년 2반
아이자와 미우 - 키무라 하즈키

칸다 토마 - 하라다 카즈키

아카네 유스케 - 타카무라 류마

코이즈미 아야노 - 시라모토 아야나

우에하라 쇼 - 치바 유타

시미즈 리온 - 토요다 루나

사토 미쿠 - 타즈메 아이리

히구치 안나 - 하루나 후카

츠키모토 나오 - 도키 미즈키

콘도 나나미 - 오오토모 카렌

마미야 소타 - 시부야 타츠키

호리 슌이치로 - 아라이 유키

오오카와 미사키 - 카와시마 사나

키노시타 모에 - 미나미노 사키

사토 타쿠야 - 와카야마 키라토

에노모토 아유무 - 시미즈 유야

모리타 유코 - 사이토 카린

이자와 카나호 - 나이토 루나

나구라 유토 - 오오타 마나토

이노우에 아오이 - 나베모토 나나미

타노우에 소라 - 이나다 라이

세가와 아미 - 이시바시 우와

테즈카 준 - 이스이 다이스케

하야마 유가 - 이시구로 유다이

### 꿈·의식하에 나타나는 존재
꿈 왕자 - GACKT (2역)
아야미의 꿈 속에 나타나는 〈이상의 왕자〉.
유메노케 (목소리) - 타마이 시오리 (모모이로 클로버 Z)
유이코가 〈친구〉라고 부르는, 꿈 속에서 생식 하고 있는 흰 폭신폭신한 창조물. 아야미의 꿈 속에도 나타난다.
코토 시츠코 - 요시쿠라 아오이
반노스케의 아내.
코토 나미코 - 요시쿠라 아오이 (2역)
유이코의 모친.

## 스태프
- 원작 - 온다 리쿠 《몽위》 (카도카와 쇼텐)
- 각본 - 오오모리 스미오
- 음악 - 요코야마 마사루
- 주제가 - 모모이로 클로버 Z 〈안녕, 사랑스러운 슬픔들이여〉 (STARCHILD RECORD)
- 연출 - 사쿠마 노리요시, 이노마타 류이치, 스가와라 신타로
- 프로듀서 - 오오히라 후토시(CP), 토다 카즈야, 치바 유키토시, 오오츠카 에이지
- 제작 협력 - 케이 팩토리
- 제작·저작 - 닛폰 TV

## 방송 일자

### 연속 드라마
| 화 수                                                       | 방송일           | 부제 | 시나리오 제목                                                                           | 연출            | 시청률 |
| ----------------------------------------------------------- | ---------------- | ---- | --------------------------------------------------------------------------------------- | --------------- | ------ |
| 제1화                                                       | 2012년 10월 13일 | 임무 | 교실 덮치는 붉은 악어!! 예지몽의 수수께끼 풀기로 심성이 비뚤어진 교사가 세계를 구한다!? | 사쿠마 노리요시 | 13.6%  |
| 제2화                                                       | 2012년 10월 20일 | 팀   | 누이와 동생의 정을 찢는 악마! 꿈에서 구해라! 눈물의 교실                                | 사쿠마 노리요시 | 10.7%  |
| 제3화                                                       | 2012년 10월 27일 | 크림 | 학교를 노리는 투명 인간!? 심성이 비뚤어진 교사가 충격 변신                              | 이노마타 류이치 | 12.9%  |
| 제4화                                                       | 2012년 11월 3일  | 잼   | 웃는 얼굴 그만둡니다. 학생들의 반격! 혼란 학급                                          | 이노마타 류이치 | 10.4%  |
| 제5화                                                       | 2012년 11월 10일 | 홈   | 스즈키 후쿠VS심성이 비뚤어진 교사! 꿈 먹는 좀비의 복수                                  | 사쿠마 노리요시 | 12.8%  |
| 제6화                                                       | 2012년 11월 17일 | 차임 | 나는…살인자!? 아야미 결국 되살아나는 충격의 기억                                        | 스가와라 신타로 | 11.5%  |
| 제7화                                                       | 2012년 11월 24일 | 붐   | 드라큘라의 저주!? 학교 그만두는 심성이 비뚤어진 교사                                    | 이노마타 류이치 | 11.5%  |
| 제8화                                                       | 2012년 12월 1일  | 마임 | 마녀와 미래소녀 하루카제 반역의 속삭임으로 꿈파괴                                       | 사쿠마 노리요시 | 11.5%  |
| 제9화                                                       | 2012년 12월 8일  | 카임 | 가면의 히어로와 사악한 인어 수수께끼와 저주의 실종!                                     | 이노마타 류이치 | 10.4%  |
| 제10화                                                      | 2012년 12월 15일 | 타임 | 예지몽이 현실로! 당신은 사랑하는 사람을 죽일 수 있습니까?                               | 사쿠마 노리요시 | 9.8%   |
| 최종화                                                      | 2012년 12월 22일 | 드림 | 우리들의 미래를 개척해라! 눈물과 희망의 카니발                                          | 사쿠마 노리요시 | 11.2%  |
| 평균 시청률 11.5% (시청률은 칸토 지구·비디오 리서치사 조사) |                  |      |                                                                                         |                 |        |

### 스페셜
| 방송일         | 부제     | 시나리오 제목 | 각본      | 연출            |
| -------------- | -------- | --- | --------- | --------------- |
| 2014년 5월 2일 | 고민하다 | 음험 선생님 부활! 장래의 꿈에 고민하는 학생에게 독설의 폭풍우!? 수수께끼의 괴물이 학원 폭파! 최악의 미래…아이들의 꿈을 키모쿠로가 구한다!? | 사토 유지 | 사쿠마 노리요시 |

## 수상
- 제75회 더 텔레비전 드라마 아카데미상
  - 각본상 - 오오모리 스미오
  - 드라마송상 - 〈안녕, 사랑스런 슬픔들이여〉 (모모이로 클로버 Z)
- 제22회 TV LIFE 연간 드라마 대상 2012
  - 신인상 - 키무라 마나츠
- 2013년 일본 민간 방송 연맹 프로그램부문 텔레비전 드라마 프로그램 우수상
- 제7회 오토나파미 발굴 엔터 RANKING 2013
  - TV 드라마 (국내) 1위

## 영화
2013년 7월 15일, 극장판이 되는 《악몽짱 The 무ovie》가 제작되는 것이 발표되었다. 2014년 5월 3일, 일본에서 개봉되었다.
캐치프레이즈는, 〈최후의 악몽은, 첫사랑?〉.